# Centre històric de la Torre de l'Espanyol
El centre històric de la Torre de l'Espanyol és el nucli urbà de la Torre de l'Espanyol (Ribera d'Ebre), un conjunt inclòs a l'Inventari del Patrimoni Arquitectònic de Catalunya.

## Descripció
El centre històric de la Torre de l'Espanyol s'estructura al voltant de l'església parroquial de Sant Jaume. El formen els carrers Major, Costa, Trullet de l'Era, del Torrent i de Baix. Són carrers de poca amplada, formats per cases entre mitgeres de dues a tres crugies. A nivell general, consten de planta baixa, dos pisos i golfes, i tenen la coberta a dues vessants que fan el desaiguat a la façana. El material de construcció emprat és la tàpia i els sostres estan fets de canyís.

## Història
La població de la Torre de l'Espanyol té els seus orígens en la torre d'Alboçalaz, construïda durant l'època islàmica. Després de la conquesta cristiana, l'any 1175 el rei Alfons I en va fer donació a Espanyol de Prades, establint així els actuals límits del seu terme. Pocs anys més tard, la vila d'Ascó, dins la qual hi havia integrada la Torre de l'Espanyol, va passar a mans de l'Orde del Temple. Durant el segle xiii, els deu habitants que ocupaven el lloc es van sotmetre al comanador d'Ascó, després que aquests es rebel·lessin contra l'Ordre.
Els conflictes que es van succeir entre Berenguer d'Entença, senyor de Móra, i el Temple van ocasionar la despoblació de la zona. Els antic pobladors no van poder tornar-hi fins al 1313, després de rebre autorització reial. A mitjans d'aquest segle, la Torre de l'Espanyol ja constava d'Universitat, sotmesa a l'Ordre de l'Hospital. La consolidació de la població es devia produir entre els segles XV i XVI, moment en el qual es va atorgar als seus veïns de privilegis, ordenacions i capítols de costums. L'Ordre de l'Hospital va tenir domini sobre la població fins al segle xix, amb motiu de la desamortització de Mendizábal.